# Globba winitii
Globba winitii är en enhjärtbladig växtart som beskrevs av Charles Henry Wright. Globba winitii ingår i släktet Globba och familjen Zingiberaceae. IUCN kategoriserar arten globalt som livskraftig. Inga underarter finns listade i Catalogue of Life.

## Bildgalleri

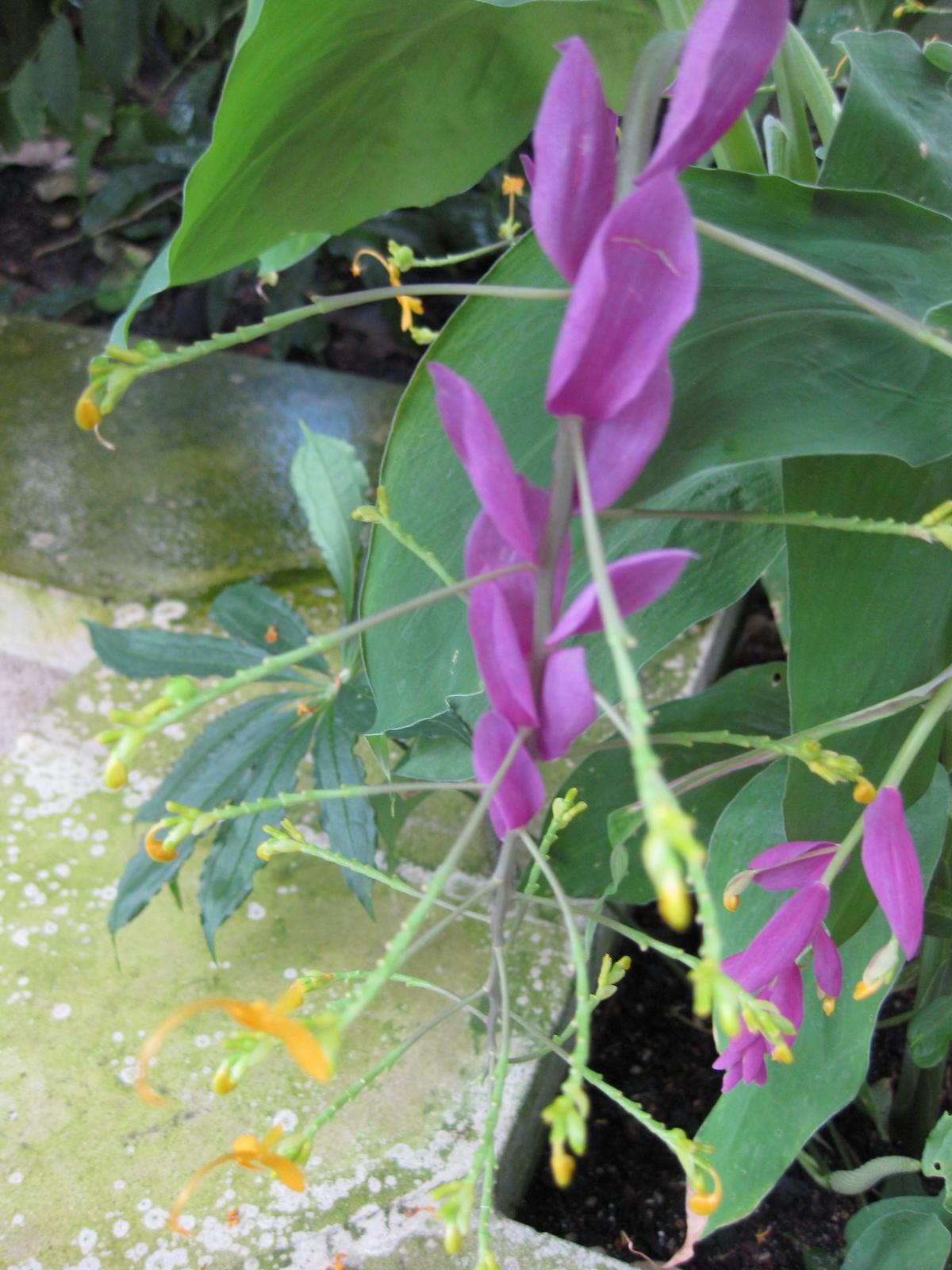
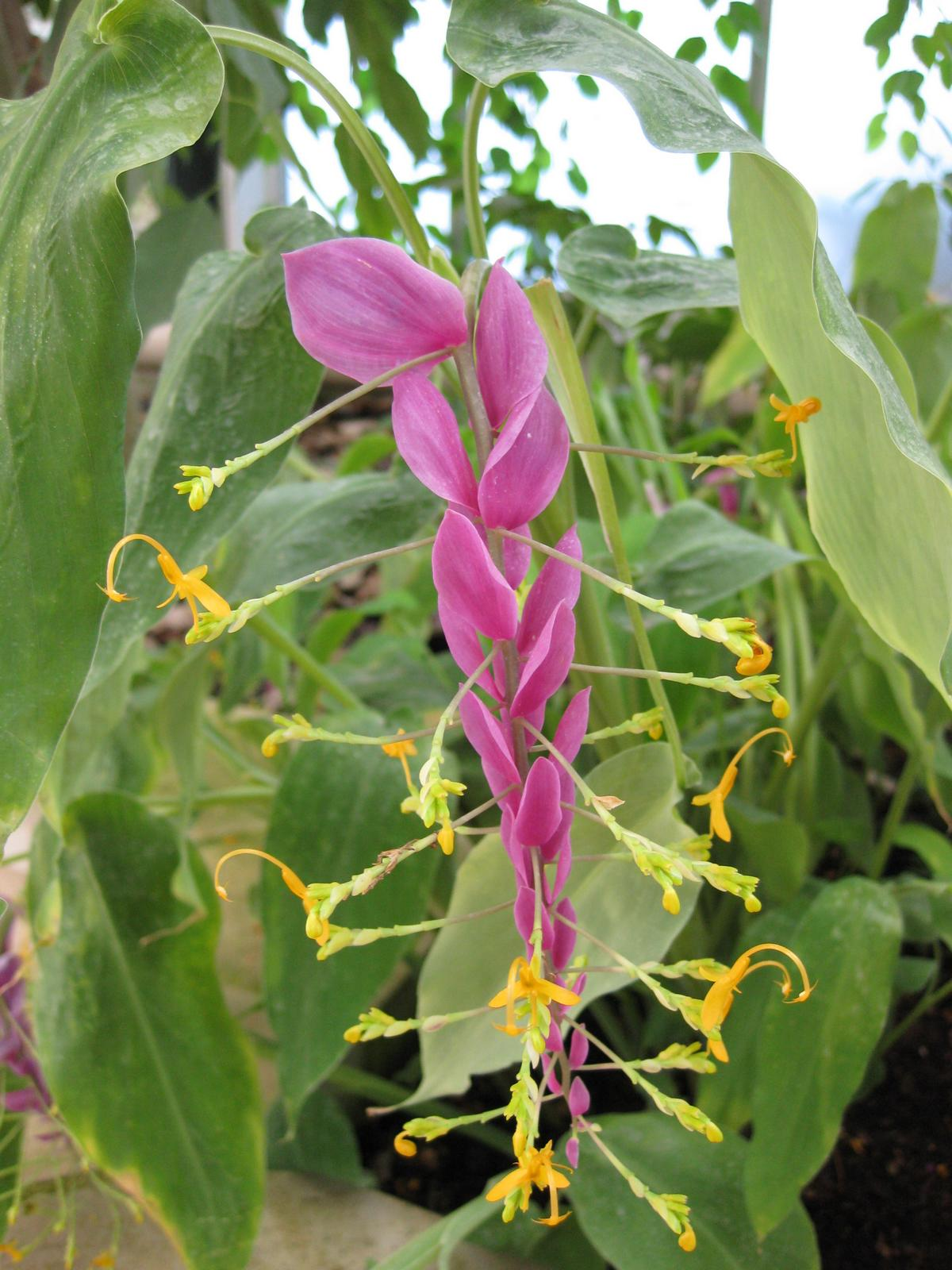
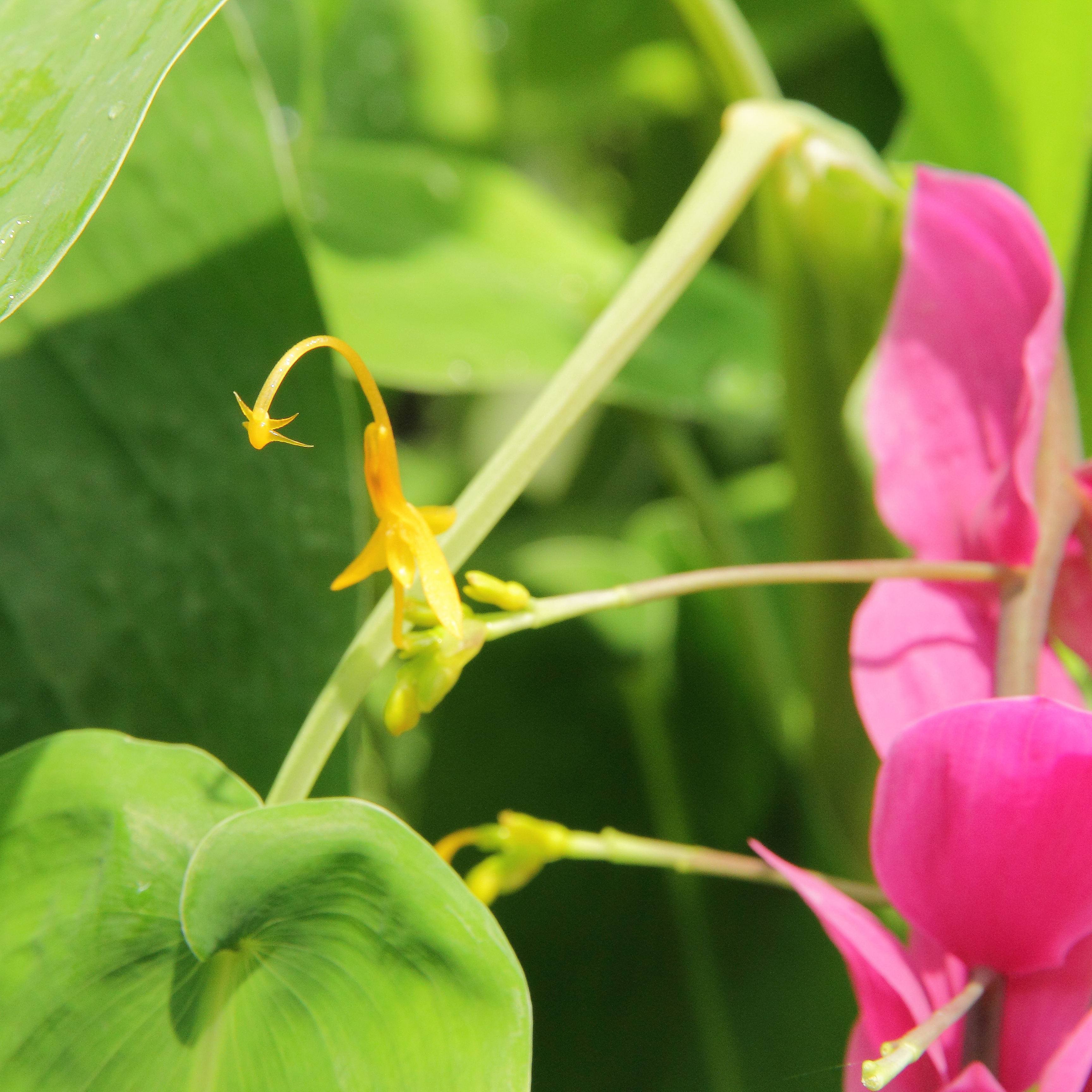
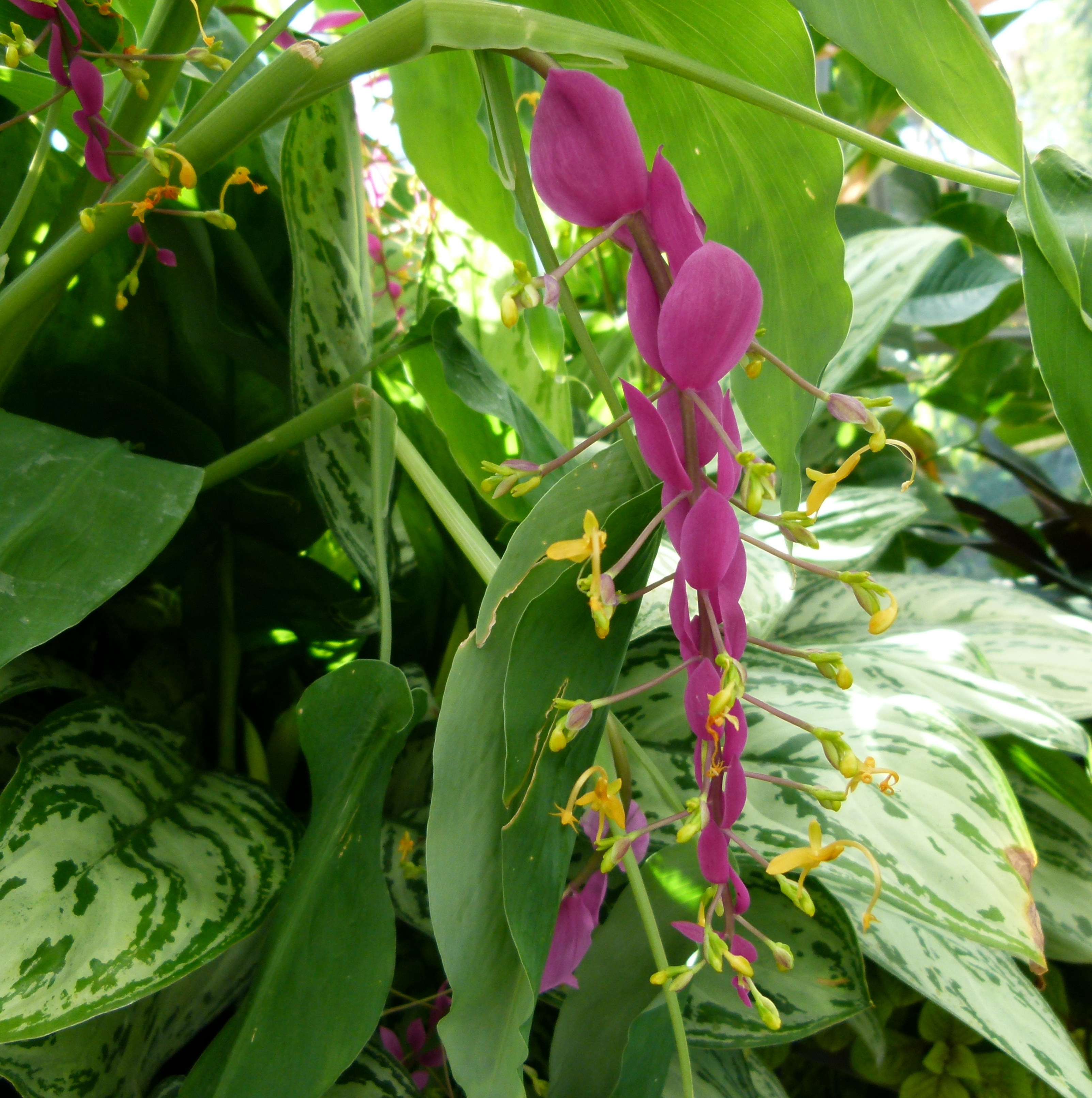